# Pel-Glattnasenfreischwanz

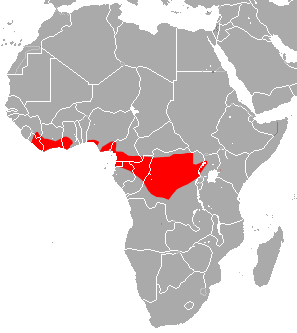
Verbreitungsgebiet des Pel-Glattnasenfreischwanzes

Der Pel-Glattnasenfreischwanz (Saccolaimus peli) ist ein in West- und Zentralafrika verbreitetes Fledertier in der Gattung der Taschenfledermäuse. Es sind keine Unterarten beschrieben.

## Merkmale
Die Art erreicht eine Kopf-Rumpf-Länge von 110 bis 135 mm sowie eine Schwanzlänge von 27 bis 36 mm. Sie hat 84 bis 95 mm lange Unterarme, Hinterfüße von 21 bis 27 mm Länge und 22 bis 27 mm lange Ohren. Weibchen haben mit einem Gewicht von 77 bis 114 g eine größere Gewichtsspanne als Männchen, die 80 bis 101 g wiegen. Mit einer durchschnittlichen Flügelspannweite von 685 mm ist der Pel-Glattnasenfreischwanz die größte Art der Familie Glattnasen-Freischwänze in Afrika. Das dichte Fell ist oberseits mittelbraun mit einigen eingestreuten weißen Haaren und unterseits etwas heller. Am Hinterteil ist ein nackter Streifen vorhanden. Der Kopf ist durch eine annähernd dreieckige Form und durch spitze Ohren gekennzeichnet. Wie bei allen Taschenfledermäusen sind sackartige Drüsen an der Kehle vorhanden. Männchen nutzten die darin produzierte gelbe Flüssigkeit zur Fellpflege. Die langen und dicken Daumen sind mit einer unscheinbaren Kralle ausgerüstet. Der Pel-Glattnasenfreischwanz hat schwarze Flughäute. Seine Zahnformel lautet I 1/2, C 1/1, P 2/2, M 3/3, was 30 Zähne im Gebiss ergibt.

## Verbreitung
Das Verbreitungsgebiet reicht von Guinea und Liberia über Kamerun bis in die zentrale Demokratische Republik Kongo sowie nach Uganda. Einzelfunde sind aus Kenia und Angola bekannt. Diese Fledermaus lebt überwiegend im Flachland. Sie hält sich in Regenwäldern und anderen Wäldern auf und jagt meist auf Waldlichtungen.

## Lebensweise
Die Exemplare sind von der Abend- bis zur Morgendämmerung aktiv und fressen verschiedene Insekten. Der Pel-Glattnasenfreischwanz kann hoch über dem Grund fliegen. Er ruht am Tage in Baumhöhlen und bildet kleine Gruppen mit etwa fünf Mitgliedern. Bei der Jagd bilden sich selten Gruppen mit bis zu 30 Individuen. Die Rufe zur Echoortung bestehen aus einer Melodie, deren tiefste Töne für Menschen hörbar sind. Trächtige Weibchen wurden zu unterschiedlichen, jedoch bisher nicht zu allen Jahreszeiten registriert.

## Gefährdung
Wenn größere Bäume gefällt werden, können die darin liegenden Verstecke der Fledermäuse verloren gehen. Die IUCN schätzt die Gesamtpopulation als groß ein und listet die Art als nicht gefährdet (least concern).